# Fortyfikacja polowa

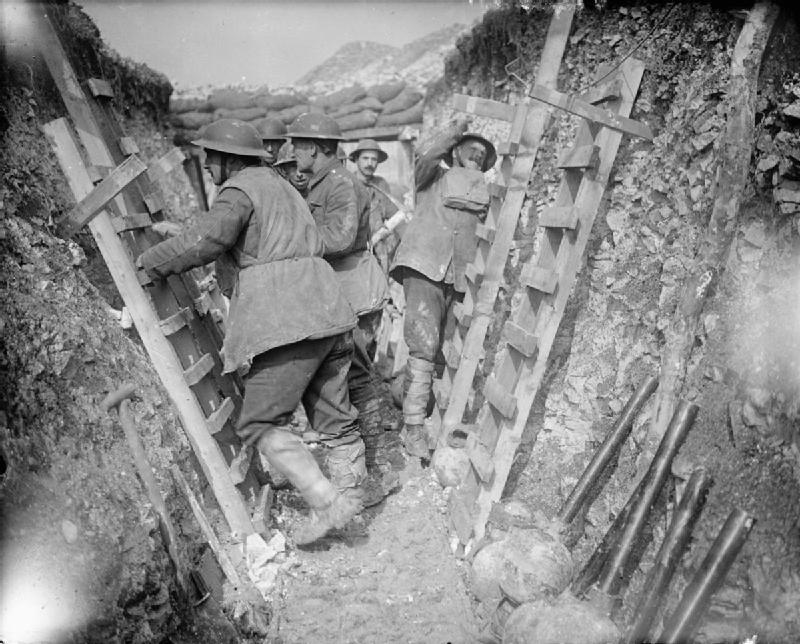
Fortyfikacja polowa w czasie I wojny światowej

Fortyfikacja polowa – dziedzina fortyfikacji, traktująca o środkach i sposobach umocnienia terenu w procesie bezpośredniego przygotowania i prowadzenia walki (operacji). Wszystkie stosunkowo proste elementy fortyfikacji polowej wykonuje się zasadniczo sprzętem etatowym i siłami wojsk polowych. Podstawowym materiałem budowlanym w fortyfikacji polowej jest drewno, ziemia, kamień itp. oraz prefabrykowane elementy z żelbetu i stali.
Na przestrzeni dziejów fortyfikacja polowa ulegała gruntownemu przeobrażeniu, zmieniając swoje formy. Pierwszym jej przejawem były obozy warowne, które tworzono w dogodnych do obrony punktach terenowych na trasach przemarszu wojsk lub w rejonach planowanych bitew, otaczając je wozami lub wałami ziemnymi, wzmocnionymi fosą i palisadą. W okresie XVI-XIX fortyfikacja polowa sprowadzała się w zasadzie do budowy na polu przyszłej bitwy nielicznych polowych dzieł fortyfikacyjnych typu reduty, lunety i redanu. Dalszym etapem w rozwoju fortyfikacji polowej był okop strzelecki (obrona Sewastopola 1854–1855), samookopywanie się w natarciu (wojna rosyjsko-turecka 1877-1878) oraz transzeja (wojna angielsko-burska 1899-1902). Podczas I i II wojny światowej w związku z wyjściem na pole walki milionowych armii wzrosła rola i zakres prac fortyfikacyjnych. Pojawiły się ciągłe, niekiedy wielosetkilometrowe pozycje i pasy umocnień polowych.